# Cinema all'aperto
Un cinema all’aperto è costituito da un proiettore digitale o analogico, uno schermo a struttura fissa o uno schermo cinematografico gonfiabile, e un impianto sonoro.

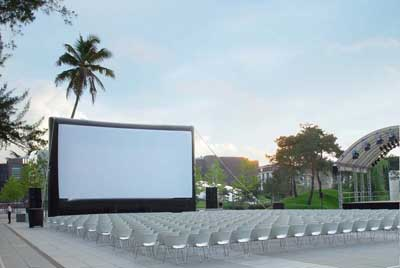
Esempio di cinema all'aperto con uno schermo cinematografico gonfiabile

Il primo cinema all'aperto è stato creato in Germania, a Berlino, intorno al 1916.

## Descrizione
Gli spettatori di un cinema all'aperto si siedono normalmente su sedie da campeggio o su coperte. Alcune première di Hollywood hanno utilizzato dei cinema all'aperto per le loro proiezioni, e hanno visto la partecipazione anche di personaggi famosi. Spesso questo tipo di cinema è a entrata libera e serve a raccogliere fondi a scopo di beneficenza.
Con la diminuzione dei prezzi dei proiettori, i cinema all'aperto sono diventati sempre più comuni, e spesso sono realizzati da gruppi amatoriali a budget molto ristretti. Normalmente l'organizzazione avviene online, fissando la data e il luogo dove i partecipanti andranno a incontrarsi, cioè normalmente parchi, parcheggi liberi o altri luoghi pubblici. Teli, schermi portatili o muri sono utilizzati come supporto per la proiezione dell'immagine, mentre l'energia elettrica deriva dai generatori o dalle batterie delle auto .

## Esempi di cinema all'aperto

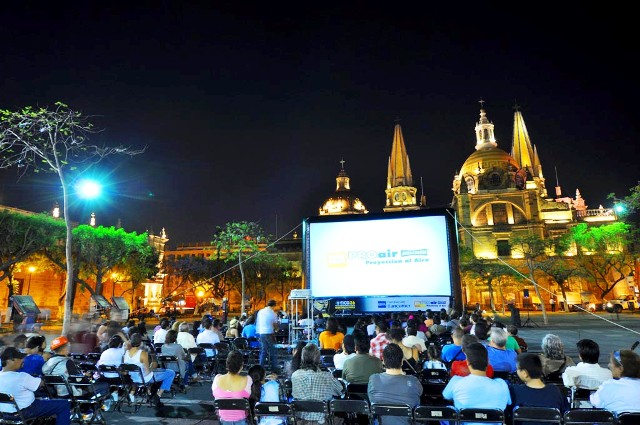
Cinema all'aperto al Guadalajara International Film Festival

Tra i cinema all'aperto più grandi e conosciuti ricordiamo l'Outdoor Cinema Food Fest in California, il Fly-In Theatre di Oshkosh (USA) , lo Screen On The Green (Atlanta) e il Sunset Cinema in Australia . Sempre più spesso i festival cinematografici di gran fama aggiungono proiezioni all'aperto per i loro spettatori, ad esempio nel caso della première mondiale di Shark Tale, proiettata in Piazza San Marco in occasione della Biennale di Venezia nel 2004, o delle proiezioni all'aperto del Dubai International Film Festival (2011). 
Esistono anche cinema all'aperto privati, organizzati, ad esempio, in occasione di feste in giardino o in piscina. Tra i luoghi più inusuali per proiettare un film all'aperto ci sono i tetti dei grattacieli, gli schermi galleggianti sui laghi (mentre gli spettatori si trovano su barche), gli Hot Tub Cinema (dove gli ospiti guardano il film dalle vasche jacuzzi) o i drive-in, posti su un parcheggio a più piani. Il drive-in può essere considerato un cinema all'aperto particolare.
In paesi come la Finlandia o il Canada, durante l'inverno, le proiezioni pubbliche di film sono state effettuate addirittura su superfici di neve .